# Рыбин, Владимир Александрович
Влади́мир Алекса́ндрович Ры́бин (род. 13 февраля 1949, Дебальцево, Сталинская область) — советский и российский путешественник, врач спортивной медицины.

## Биография
Владимир Александрович Рыбин родился в городе Дебальцево. Там в 1966 году окончил с золотой медалью школу № 5. После, с отличием, — Ворошиловградский медицинский институт. Имея право выбора, распределился на Урал. Работал терапевтом в Свердловской железнодорожной больнице, с 1986 года — спортивным врачом, травматологом в ведущих баскетбольных клубах уральского региона (Урал, УГМК, Урал-Грейт, ЕврАЗ).
Мастер спорта СССР по лёгкой атлетике.
Занимался альпинизмом, участвовал в многочисленных турпоходах по Южному Уралу, Камчатке, Крыму, Карпатам, Карелии, Кавказу. Участник приполярной экспедиции, организованной журналом «Уральский следопыт», и экспедиции по Таймыру.
Широкую известность Владимиру Рыбину принесло участие в полярной экспедиции газеты «Советская Россия» (1982—1983), а также в экспедиции на технических видах транспорта (мотонартах и мотоциклах) вдоль всего Уральского хребта от Карского моря до Каспийского (1986).
Проживает в Екатеринбурге.

### Полярная экспедиция газеты «Советская Россия»
Полярная экспедиция газеты «Советская Россия» (1982—1983) проходила на собачьих упряжках вдоль всего побережья Северного Ледовитого океана, по маршруту Уэлен — Мурманск, протяжённостью около 10 000 километров. Она стала одной из самых масштабных и трудных в советской истории освоения Арктики. Продлилась 8 месяцев, три из которых путешественники прошли в условиях полярной ночи. «Последняя классическая экспедиция 20 века» — так, по словам В. Рыбина, её охарактеризовал И. Д. Папанин.
Маршрутная группа экспедиции состояла из шести человек: Сергей Соловьёв (руководитель), Владимир Рыбин (врач), Владимир Карпов (радист), Филипп Ардеев (каюр), Юрий Борисихин (журналист, корреспондент журнала «Уральский следопыт») и Павел Смолин (штурман).

## Награды и звания
- Орден Дружбы народов, за участие в трансконтинентальной полярной экспедиции газеты «Советская Россия» (1983).
- Мастер спорта СССР по лёгкой атлетике.
- Знак «Почётный полярник».